# Subregión de Río Mayo
La subregión de Río Mayo es una de las 13 subregiones del departamento colombiano de Nariño.
Comprende los municipios de Belén, Colón, El Tablón de Gómez, La Cruz del Mayo, San Bernardo, San José de Albán y San Pablo, que abarcan un total de 864 kilómetros cuadrados.

## Población
En 2015 la población comprendía un total de 104 262 habitantes, que correspondían al 6,28 % del total del departamento de Nariño; de estos 26 921 estaban ubicados en el sector urbano y 77 341 en el sector rural. En cuestión de género el 51 % eran hombres y el 49 % mujeres.

## Economía
Las principales actividades económicas están basadas en el sector agropecuario, destacándose el cultivo del café, plátano, maíz, yuca, fique, caña de azúcar y frutales; igualmente es importante la explotación de los ganados bovino, porcino, equino y otras especies menores. También cabe resaltar la actividad artesanal e industrial.